# 椿原慶子
椿原慶子（1985年10月28日—），出身於兵庫縣神戶市。日本富士電視台播報員。
2008年加入富士電視台，同期入社的有榎並大二郎和加藤綾子。入社第一年即成為《ANA★BAN!》的主持人；2011年開始擔任傍晚新聞節目《FNN SUPER NEWS》的報導員、現場記者；2013年接替瀧川克里斯特爾擔任《Mr．SUNDAY》的主持人。

## 外部連結
- 富士電視台 椿原慶子 （页面存档备份，存于）
- SUPER椿新聞 （页面存档备份，存于）（2011年8月22日 - ）
- 2008年入社播報員的博客[永久]